# Eric Hellemons
Eric Hellemons (Kruisland, 2 juni 1971) is een Nederlands voormalig voetballer en huidig voetbalcoach.
Hellemons speelde in de jeugd bij SC Kruisland voor hij bij RBC kwam. Tussen 1988 en 2005 speelde hij 358 wedstrijden in het eerste elftal en is daarmee de speler met het hoogste aantal gespeelde wedstrijden namens RBC Roosendaal. Na zijn spelersloopbaan werd hij in de technische staf opgenomen en sinds januari 2006 is hij assistent-trainer. Begin 2011 was hij kort interim-hoofdtrainer maar mocht van de KNVB nog geen hoofdtrainer blijven omdat hij niet over de juiste diploma's beschikte. 
Hellemons, die aan het einde van het seizoen 2010/11 slaagde voor het examen coach betaald voetbal, was de beoogde trainer van RBC in het seizoen 2011/12. RBC Roosendaal ging echter in juni 2011 failliet en aan het einde van die maand werd bekend dat Hellemons assistent wordt van voormalig RBC trainer Fuat Çapa bij Gençlerbirliği SK in Turkije.
In de zomer van 2012 startte Hellemons het seizoen als hoofdtrainer van de Zeeuwse hoofdklasser HSV Hoek. Inmiddels is Hellemons opgestapt als trainer van HSV Hoek. Voor het seizoen 2013/2014 heeft Hellemons getekend als hoofdtrainer bij het uit zijn woonplaats komende SC Gastel uitkomend in de vierde klasse zondag. Vanaf het seizoen 2014/2015 zal hij de jeugd van NAC Breda gaan trainen. In oktober 2014 werd hij ad-interim aangesteld als hoofdtrainer van NAC Breda na het ontslag van Nebojša Gudelj. Hij stopte daarom bij Gastel.
Op 9 november 2014 maakte NAC Breda bekend dat Hellemons tot het einde van het seizoen aan zou blijven als hoofdtrainer. In januari 2015 werd Robert Maaskant aangesteld als hoofdtrainer. Hellemons bleef bij NAC als assistent-trainer, ook onder de nieuwe trainer Marinus Dijkhuizen, na het ontslag van Maaskant in oktober 2015. In februari 2016 werd Hellemons gepromoveerd tot Hoofd Jeugdopleiding, en legde zijn functie als assistent trainer bij het eerste elftal neer. In 2022 werd hij technisch adviseur. Hij verliet NAC eind januari 2023. Medio 2023 werd Hellemons jeugdtrainer bij FC Dordrecht en hoofdtrainer bij zijn jeugdclub SC Kruisland.
In september 2023 werd hij assistent trainer bij SK Beveren in de Belgische tweede afdeling en stopte daardoor bij FC Dordrecht.